# Obljak (Molat)
Koordinati:   44°14′01″N, 14°47′04″E
Obljak je majhen nenaseljen otoček v Jadranskem morju. Pripada Hrvaški.
Obljak leži med otokoma Molat in Tramerka od katere je oddaljen okoli 0,7 km. Površina otočka meri 0,058 km². Dolžina obalnega pasu je 0,87 km. Najvišji vrh je visok 29 mnm.